# Pfarrkirche Tumpen

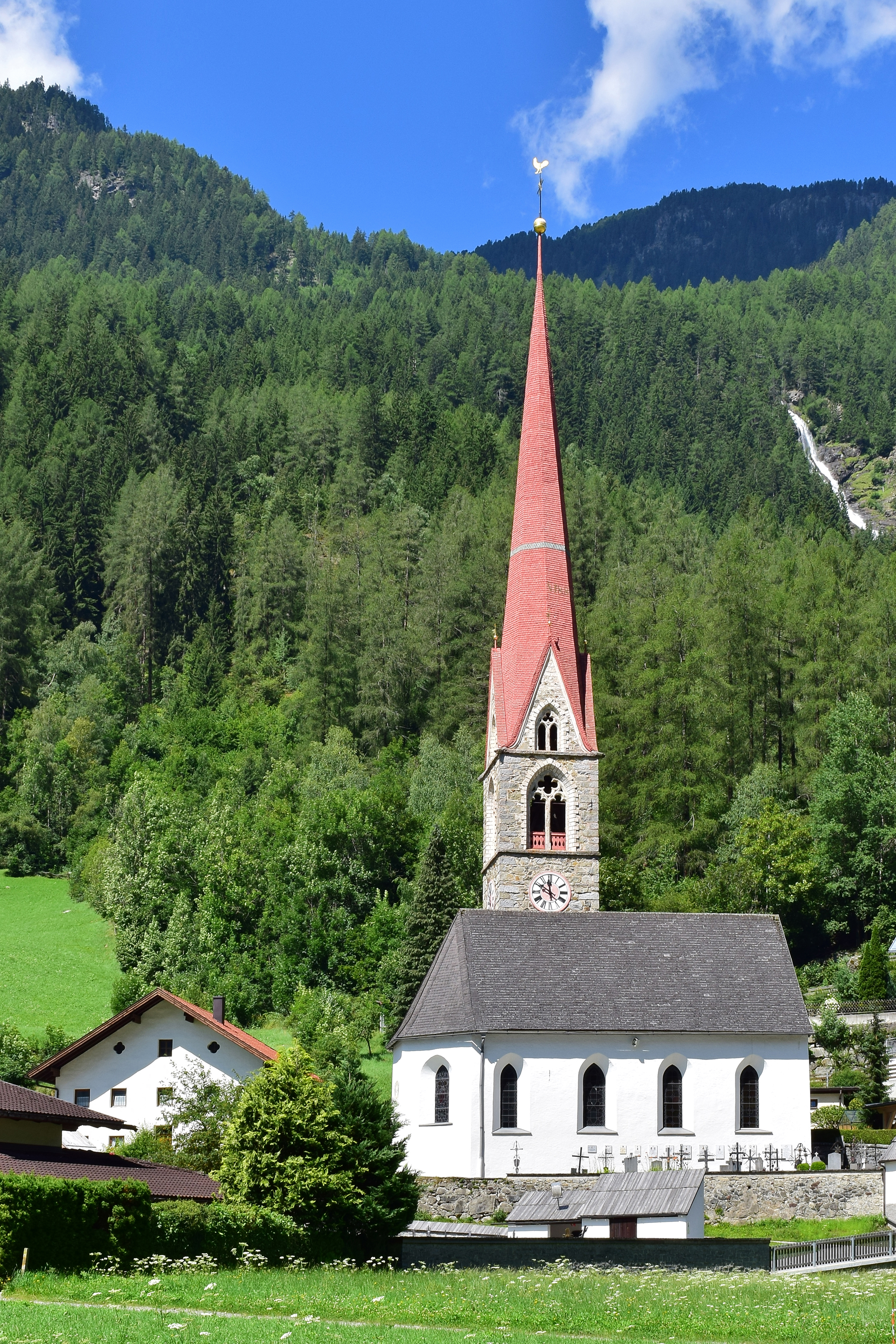
Pfarrkirche Tumpen von Osten

Die römisch-katholische Pfarrkirche Tumpen steht in der Ortschaft Tumpen in der Gemeinde Umhausen im Bezirk Imst in Tirol. Sie ist dem heiligen Martin geweiht und gehört zum Dekanat Silz in der Diözese Innsbruck. Das Gebäude steht unter Denkmalschutz.

## Lagebeschreibung
Das Kirchengebäude steht etwas erhöht über dem Talboden und ist von einem Friedhof umgeben.

## Geschichte
Die Kirche wurde in den Jahren 1664 und 1665 erbaut und 1666 geweiht. 1719 erfolgte eine bauliche Vergrößerung. Eine Restaurierung erfolgte 1870. Der Kirchturm wurde 1884 errichtet. 1891 wurde die Kirche zur Pfarrkirche erhoben.

## Architektur
Außenbeschreibung
Der Kirchenbau ist ein einfaches gesüdetes barockes Bauwerk. Der Westturm hat Maßwerk-Schallfenster und ein Giebelspitzdach. Der polygonale Chor ist gleich breit wie das Langhaus. Die Fenster schließen nach oben hin im Spitzbogen. An der Nordfassade sind Freskenbilder die Jesus als Guten Hirten darstellen, sowie Fresken der Wetterheiligen Johannes und Paulus aus dem 18. Jahrhundert. Die Fenster sind Vierpassfenster und das Portal endet im Spitzbogen.
Innenbeschreibung
Das dreijochige Langhaus ist tonnengewölbt mit Stichkappen. Das Gewölbe ruht auf Pilastern. Auf der Westseite des Langhauses ist eine Holzempore. Ein rundbogiger Triumphbogen trennt den Chor vom Kirchenschiff. Der Altarraum endet im 5/8. Die Deckenmalereien stammen von Ludwig Sturm aus dem Jahr 1932. Die Glasmalereien an den Fenstern entstanden um 1870.

## Ausstattung
Die Einrichtung stammt aus der Zeit um 1870. Der Hochaltar wurde von Josef Strasser geschaffen. Das Bild zeigt die „Mantelspende des heiligen Martin“. Es wird von Figuren der Heiligen Petrus und Paulus flankiert. Das Bild des linken Seitenaltares zeigt Maria, Anna und Joachim von Josef Strasser. Das rechte Seitenaltarbild zeigt den „Tod des heiligen Josef“, ebenfalls von Josef Strasser aus dem Jahr 1872. Der Kanzelkorb entstand Ende des 17. Jahrhunderts. Ein Kruzifix und ein Madonnenbild stammen aus der Zeit um 1700.